# Lokutkî, Liuboml
Lokutkî (în ucraineană Локутки́) este un sat în comuna Zabujjea din raionul Liuboml, regiunea Volînia, Ucraina.

## Demografie
Componența lingvistică a localității Lokutkî
     Ucraineană (100%)
Conform recensământului din 2001, toată populația localității Lokutkî era vorbitoare de ucraineană (100%).